# A lyga 2025
La A lyga 2025, anche nota come Topsport A Lyga 2025 per motivi di sponsorizzazione, è la 36ª edizione della massima divisione del campionato lituano di calcio. Il campionato è iniziato il 28 febbraio 2025 e terminerà nel novembre successivo.
La squadra campione in carica è lo Žalgiris, che ha vinto il suo undicesimo titolo nazionale nell'edizione 2024.

## Stagione

### Novità
Dalla stagione precedente è stato retrocesso il TransINVEST, ultimo classificato del campionato. Al suo posto dalla 1 Lyga è stato promosso il Riteriai, di ritorno in massima serie dopo una sola stagione di assenza.

### Formula
Le 10 squadre partecipanti giocano un girone all'italiana con doppie partite di andata e ritorno, per un totale di 6 giornate. La squadra prima classificata è campione di Lituania e si qualifica per la UEFA Champions League 2026-2027, mentre seconda e terza, insieme con la vincente della Lietuvos Taurė, ottengono la qualificazione per la UEFA Conference League 2026-2027.
L'ultima classificata è retrocessa, mentre la penultima gioca uno spareggio promozione/retrocessione contro una squadra di 1 Lyga per la permanenza in massima serie.

## Squadre partecipanti
| Club            | Città       | Stagione precedente  |
| --------------- | ----------- | -------------------- |
| Banga Gargždai  | Gargždai    | 5° in A Lyga         |
| DFK Dainava     | Alytus      | 4° in A Lyga         |
| Džiugas Telšiai | Telšiai     | 6° in A Lyga         |
| FA Šiauliai     | Šiauliai    | 7° in A Lyga         |
| Hegelmann       | Kaunas      | 2° in A Lyga         |
| Kauno Žalgiris  | Kaunas      | 3° in A Lyga         |
| Panevėžys       | Panevėžys   | 8° in A Lyga         |
| Riteriai        | Vilnius     | 1 Lyga               |
| Sūduva          | Marijampolė | 9° in A Lyga         |
| Žalgiris        | Vilnius     | Campione di Lituania |

## Classifica
Aggiornata al 16/03/2025
|                     | Pos. | Squadra         | Pt | G  | V  | N | P  | GF | GS | DR  |
| ------------------- | ---- | --------------- | -- | -- | -- | - | -- | -- | -- | --- |
| Lituania (bandiera) | 1.   | Kauno Žalgiris  | 37 | 17 | 11 | 4 | 2  | 31 | 9  | +22 |
|                     | 2.   | Hegelmann       | 34 | 17 | 11 | 1 | 5  | 27 | 23 | +4  |
|                     | 3.   | Sūduva          | 30 | 16 | 8  | 6 | 2  | 23 | 13 | +10 |
|                     | 4.   | FA Šiauliai     | 25 | 16 | 7  | 4 | 5  | 22 | 20 | +2  |
|                     | 5.   | Panevėžys       | 22 | 17 | 6  | 4 | 7  | 23 | 22 | +1  |
|                     | 6.   | Džiugas Telšiai | 21 | 16 | 6  | 3 | 7  | 13 | 13 | 0   |
|                     | 7.   | Banga Gargždai  | 21 | 17 | 6  | 3 | 8  | 16 | 20 | -4  |
|                     | 8.   | Žalgiris        | 19 | 17 | 4  | 7 | 6  | 19 | 22 | -3  |
|                     | 9.   | Riteriai        | 13 | 16 | 3  | 4 | 9  | 22 | 33 | -11 |
|                     | 10.  | DFK Dainava     | 7  | 17 | 1  | 4 | 12 | 14 | 35 | -21 |

Legenda:
      Campione di Lituania e ammessa alla UEFA Champions League.
      Ammesse alla UEFA Conference League.
 Ammessa allo Spareggio promozione/retrocessione.
      Retrocessa in 1 Lyga.
Note:
Tre punti a vittoria, uno a pareggio, zero a sconfitta.
La classifica viene stilata secondo i seguenti criteri:
- Punti conquistati
- Punti conquistati negli scontri diretti
- Differenza reti negli scontri diretti
- Differenza reti generale
- Reti totali realizzate
- Partite vinte
- Posizionamento delle squadre riserve nel campionato riserve